# Atlético Unión Güímar
El Atlético Unión Güímar es un equipo de fútbol del municipio de Güímar, Tenerife, que milita en el Grupo 3 de la Interinsular Preferente de Tenerife.

## Historia
El club nació en 2009 cuando se fusionaron, por iniciativa del ayuntamiento, los dos equipos históricos de Güímar, el CD Los Ángeles y la UD Güímar. La finalidad de la fusión era reducir el coste de mantenimiento de ambos equipos por parte del consistorio local y la representación de un solo equipo del municipio.

## Instalaciones
Los partidos que disputan de forma local lo realizan en el campo de fútbol municipal de Tasagaya, antigua sede del UD Güímar.

## Filial
Las categorías inferiores son nombradas como EMF (Escuela Municipal de Fútbol) seguido del nombre Atlético Unión Güímar.

## Escudo
El escudo del Atlético Unión Güímar está compuesto en la parte superior por los escudos en miniatura de los equipos fusionados, el CD Los Ángeles y la UD Güímar. La parte central se encuentra escrito Atlético Unión y en la parte inferior Güímar en cursiva superponiéndose a los colores del club.

## Uniforme
En la equipación predomina el azul, siendo la camiseta de cuatro cuadros "arlequinada": dos de azul añil y dos de azul turquesa. Las medias, los pantalones y las mangas de las camisetas son de azul añil.

## Trayectoria
| Temporada | División             | Pos. | P.J. | Ptos. | P.G. | P.E. | P.P. | G.F. | G.C. |
| --------- | -------------------- | ---- | ---- | ----- | ---- | ---- | ---- | ---- | ---- |
| 2009/10   | 1.ª Regional         | 2.º  | 34   | 80    | 24   | 8    | 2    | 71   | 23   |
| 2010/11   | 1.ª Regional         | 3.º  | 34   | 68    | 20   | 8    | 6    | 73   | 35   |
| 2011/12   | 1.ª Regional         | 4.º  | 34   | 66    | 21   | 3    | 10   | 67   | 38   |
| 2012/13   | 1.ª Regional         | 2.º  | 34   | 78    | 24   | 6    | 4    | 89   | 25   |
| 2013/14   | Preferente           | 13.º | 34   | 42    | 12   | 6    | 16   | 51   | 55   |
| 2014/15   | Preferente           | 10.º | 36   | 47    | 13   | 8    | 15   | 72   | 66   |
| 2015/16   | Preferente           | 6.º  | 36   | 62    | 19   | 5    | 12   | 91   | 52   |
| 2016/17   | Preferente           | 1.º  | 34   | 76    | 23   | 7    | 4    | 85   | 40   |
| 2017/18   | 3ªDivisión Grupo XII | 14.º | 40   | 48    | 11   | 15   | 14   | 55   | 65   |
| 2018/19   | 3ªDivisión Grupo XII | 11º  | 38   | 48    | 11   | 15   | 12   | 48   | 49   |
| 2019/20   | 3ªDivisión Grupo XII | 17º  | 28   | 25    | 6    | 7    | 15   | 34   | 53   |
| 2020/21   | 3ªDivisión Grupo XII | 10º  | 20   | 14    | 2    | 8    | 10   | 19   | 34   |
| 2021/22   | Preferente           | 3.º  | 22   | 43    | 13   | 4    | 5    | 47   | 23   |
| 2022/23   | Preferente           | 2.º  | 36   | 90    | 29   | 3    | 4    | 101  | 25   |
| 2023/24   | Preferente           | 3.º  | 28   | 61    | 18   | 7    | 3    | 58   | 21   |
| 2024/25   | Preferente           |      |      |       |      |      |      |      |      |

### Datos del club
- Temporadas en Tercera División: 4
- Temporadas en Preferente: 8
- Temporadas en Primera Regional: 4